# Како вам драго (филм)
Како вам драго (енгл. As You Like It) је британска филмска адаптација истоимене драме Вилијама Шекспира. У главним улогама су били Лоренс Оливије и Елизабет Бергнер. Бергнерова, која је дуго играла Розалинд на свом матерњем немачком језику, није успела да сакрије немачки нагласак у филму.
... Опис радње ...

## Улоге
| Глумац           | Улога           |
| ---------------- | --------------- |
| Лоренс Оливије   | Орландо         |
| Елизабет Бергнер | Розалинд        |
| Софи Стјуарт     | Силија          |
| Хенри Ејнли      | Старији војвода |
| Феликс Ејлмер    | Фредерик        |